# Östra Broby kyrka

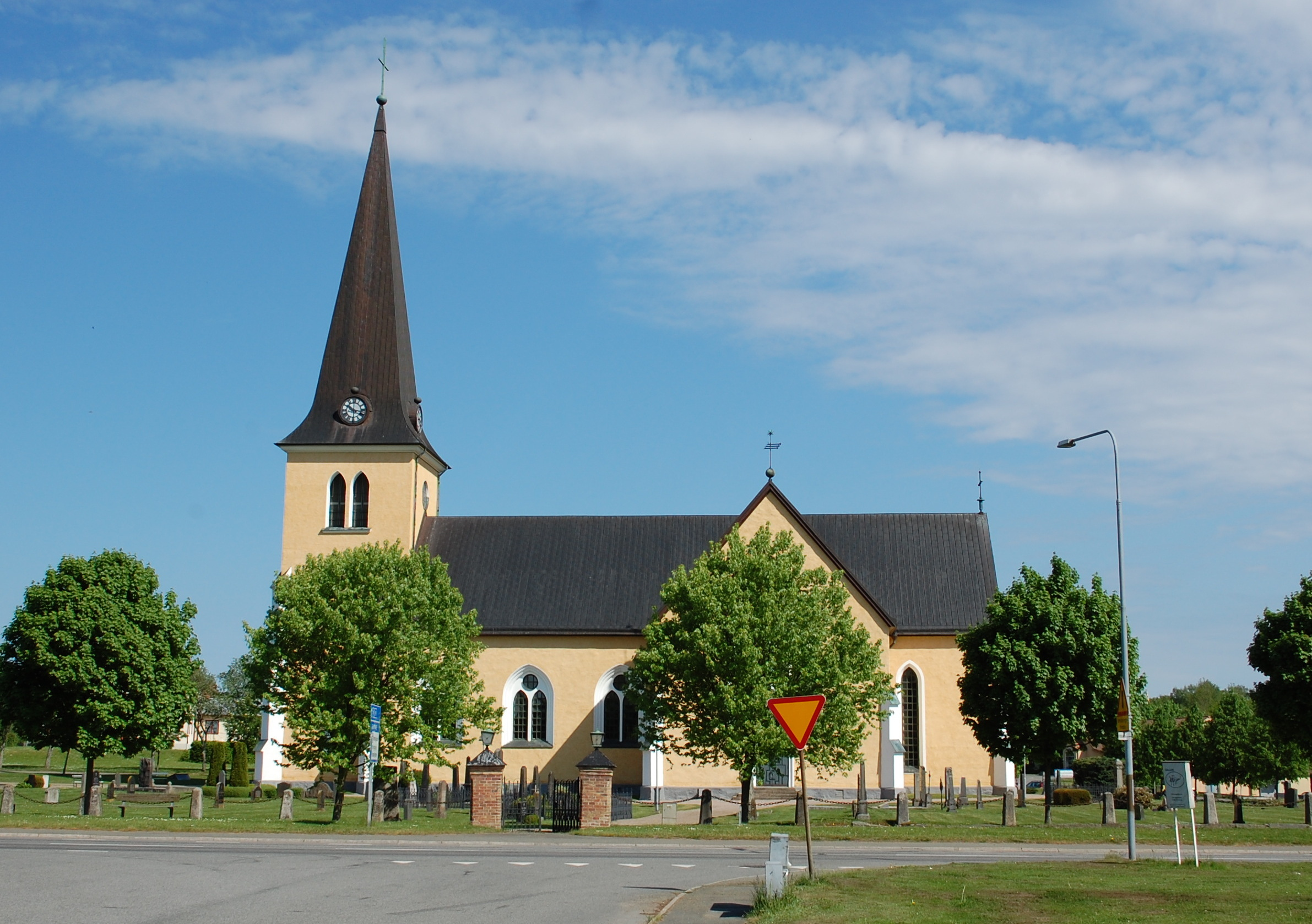
Östra Broby kyrka

Die Östra Broby kyrka ist eine evangelisch-lutherische Kirche im schwedischen Ort Broby in der Provinz Skåne län. Sie gehört zum Bistum Lund der schwedischen Kirche.

## Architektur und Geschichte
Bereits im Mittelalter befand sich an dieser Stelle eine steinerne Kirche. In den Jahren 1871 bis 1873 wurde sie durch einen Neubau ersetzt, der jedoch 1930 niederbrannte. Nach Plänen des Architekten Sven Wranér entstand dann die heutige Steinkirche auf kreuzförmigen Grundriss, die im Jahr 1932 eingeweiht wurde.
In der Kirche befindet sich ein vom schwedisch-französischen Maler Rudolf Gowenius gestalteter Altar.